# Gasthaus zur Post (Gablingen)

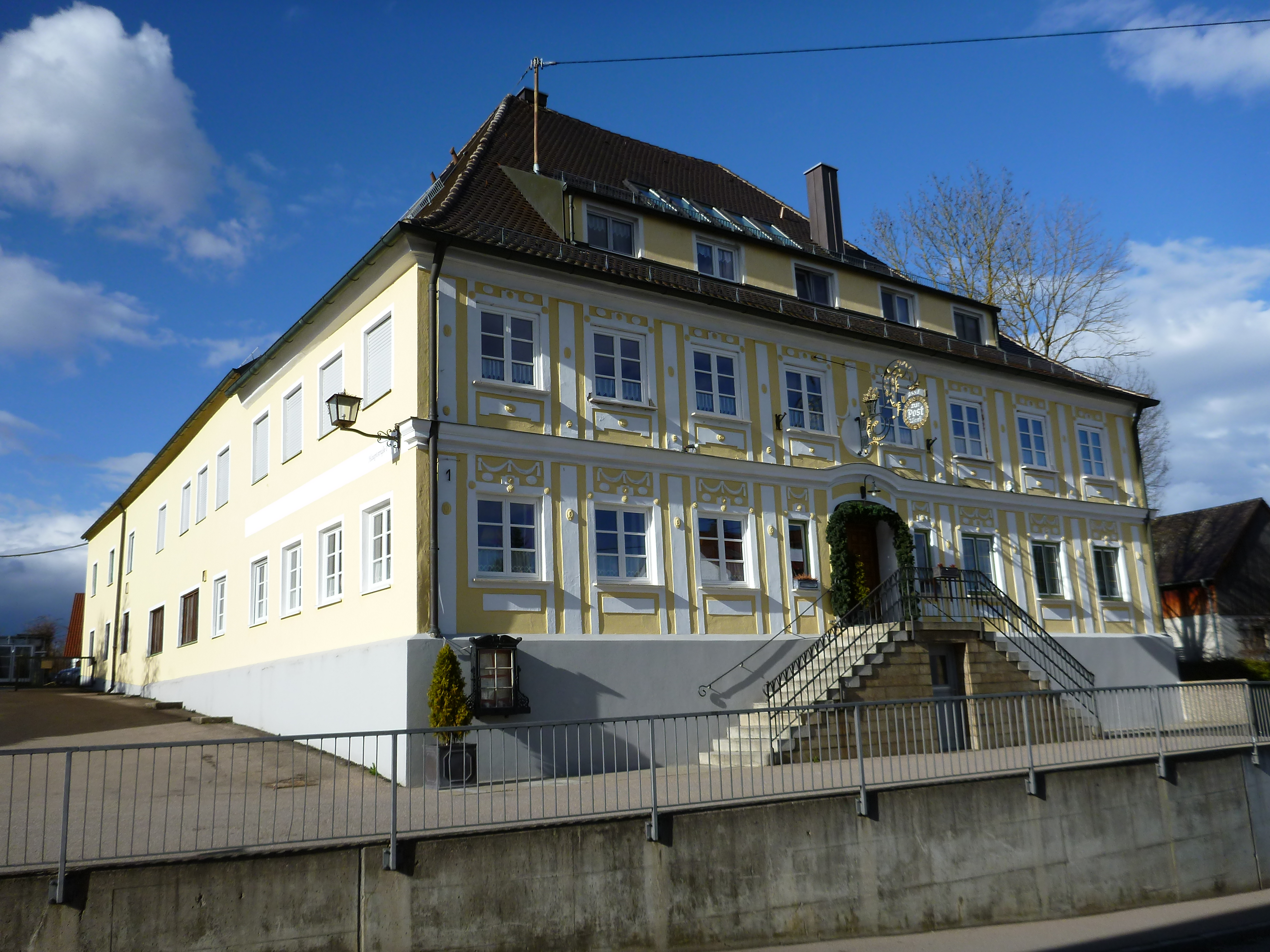
Das ehemalige Gasthaus zur Post in Gablingen

Das ehemalige Gasthaus zur Post  (seit Dezember 2018 geschlossen) in Gablingen, einer Gemeinde im Landkreis Augsburg in Bayern, wurde um 1790 errichtet. Das Gasthaus an der Hauptstraße 1 ist ein geschütztes Baudenkmal.
Der zweigeschossige Walmdachbau besitzt acht zu zehn Fensterachsen. An der Südfassade ist eine klassizistische Putzgliederung zu sehen, die aus geohrten Fensterrahmen, flachen Lisenen, querovalen Rosetten und Tuchgehängen besteht. An dieser Seite führt eine doppelläufige Freitreppe zum Portal.